# Microtendipes rydalensis
Microtendipes rydalensis är en tvåvingeart som först beskrevs av Edwards 1929.  Microtendipes rydalensis ingår i släktet Microtendipes och familjen fjädermyggor. Arten är reproducerande i Sverige. Inga underarter finns listade i Catalogue of Life.